# Boarmia anielaria
Boarmia anielaria är en fjärilsart som beskrevs av John Kern Strecker 1899. Boarmia anielaria ingår i släktet Boarmia och familjen mätare. Inga underarter finns listade i Catalogue of Life.